# Eritroză
Eritroza este o tetroză cu formula chimică C4H8O4. Conține în moleculă o grupă aldehidă, așadar face parte din categoria aldozelor și este o aldotetroză.  Izomerul răspândit în natură este D-eritroza.

Proiecțiile Fischer ale eritrozei

## Istoric
Eritroza a fost izolată pentru prima dată din revent în 1849, de către farmacistul francez Louis Feux Joseph Garot (1798-1869). A fost denumită astfel datorită colorației roșiatice pe care o dă în prezența metalelor alcaline (ἐρυθρός = „roșu”).

## Importanță
Eritrozo-4-fosfatul este un compus intermediar în calea metabolică pentozo-fosfat.
Prefixul „eritro-”, provenit de la denumirea acestei aldoze, este folosit în stereochimie pentru denumirea structurilor organice care conțin centre de chiralitate în mod analog cu eritroza, adică o orientare de tip anti.